# Maszkowo (powiat goleniowski)
Maszkowo – wieś sołecka w Polsce położona w województwie zachodniopomorskim, w powiecie goleniowskim, w gminie Nowogard.
W latach 1945–54 istniała gmina Maszkowo. W latach 1975–1998 miejscowość należała administracyjnie do województwa szczecińskiego.
Zobacz też: Maszkowo, Maszków